# Carteira de habilitação de amador
A carteira de habilitação de amador é a habilitação certificada pelo Representante da Autoridade Marítima para Segurança do Tráfego Aquaviário (DPC) para operar embarcações de esporte e/ou recreio, em caráter não profissional. O único pré-requisito é que o candidato precisa ter mais que 18 anos. A carteira é a prova que o condutor da embarcação possui as condições necessárias para a tarefa. 
A permissão tem o prazo de dez anos, pode ser renovada e é aceita na maioria dos países.

## Categorias
São distribuídos pelas seguintes categorias: 
- Capitão-Amador — CPA
- Mestre-Amador — MSA
- Arrais-Amador — ARA
- Motonauta — MTA
- Veleiro — VLA

Os usúarios dessa habilitação poderá navegar de acordo com suas categorias:
- Capitão-Amador — apto para conduzir embarcações entre portos nacionais e estrangeiros, sem limite de afastamento da costa.
- Mestre-Amador — apto para conduzir embarcações entre portos nacionais e estrangeiros nos limites da navegação costeira.
- Arrais-Amador — apto para conduzir embarcações nos limites da navegação interior.
- Motonauta — apto para conduzir JET-SKI nos limites da navegação interior.
- Veleiro — apto para conduzir embarcações a vela sem propulsão a motor, nos limites da navegação interior.